# Bufo scaber
Bufo scaber är en groddjursart som beskrevs av Schneider 1799. Bufo scaber ingår i släktet Bufo och familjen paddor. Inga underarter finns listade.